# Доходный дом А. А. Дурилина (1906)
Доходный дом А. А. Дурилина — здание в Москве по адресу улица Большая Ордынка, дом 13/9, строение 1.

## История
В 1906 году богатый купец Алексей Алексеевич Дурилин приобрёл северо-западную часть большого владения усадьбы Ржевского. Участок земли на углу Большой Ордынки и Черниговского переулка был отведён под строительство доходного дома. Ранее здесь располагался обнесённый забором с воротами дровяной склад. Дурилин зарабатывал выделкой кожи, был потомственным почётным гражданином, гласным Московской Городской Думы, выборным московского купеческого сословия и старостой церкви Воскресения Словущего в Монетчиках. Собственный дом Алексея Алексеевича был расположен на месте центральной части современного дома № 8-18 на Валовой улице.
Проект строительства четырёхэтажного доходного дома разработал архитектор Владимир Владимирович Шервуд. Украшением здания служила изящная лепнина в виде больших узоров из листьев над подъездами, в дополнение к ней был выполнен длинный ряд одиночных или тройных цветных изразцов. После революции к дому были добавлены два этажа, сильно нарушившие первоначальную архитектурную композицию. Изначально дом имел далеко вынесенный карниз с разрывами на углу и над подъездами, в которых находились фигурные аттики. Сложный контур в завершении сменился ровным карнизом надстройки.
В результате строительства бывший главный усадебный дом, в котором в начале XX века располагалась гимназия Косицына, оказался глубоко во дворе и перестал быть виден с Большой Ордынки.